# Héctor Marchena
Héctor Marchena de la O (ur. 4 stycznia 1965 w Limón) – piłkarz kostarykański grający na pozycji obrońcy.

## Kariera klubowa
Karierę piłkarską Marchena rozpoczął w klubie CS Cartaginés z miasta Cartago. W jego barwach zadebiutował w kostarykańskiej Primera División. Debiut miał miejsce 9 marca 1985 roku w meczu z AD San Carlos (0:1). W Cartaginés grał do 1993 roku i wtedy też przeszedł do CS Herediano z Heredii. W 1993 roku wywalczył z nim mistrzostwo Kostaryki. W 1995 roku odszedł do AD Municipal de Turrialba. Grał też w AD Ramonense, w którym zakończył karierę piłkarską.

## Kariera reprezentacyjna
W reprezentacji Kostaryki Marchena zadebiutował 13 grudnia 1987 roku w wygranym 2:1 spotkaniu z Koreą Południową. W 1990 roku został powołany przez selekcjonera Velibora Milutinovicia do kadry na Mistrzostwa Świata we Włoszech. Tam był podstawowym zawodnikiem swojej drużyny i wystąpił w 4 spotkaniach: ze Szkocją (1:0), z Brazylią (0:1), ze Szwecją (2:1) i w 1/8 finału z Czechosłowacją (1:4). Od 1987 do 1994 roku rozegrał w kadrze narodowej 48 spotkań.